# 1971 год в спорте
Список 1971 год в спорте описывает спортивные события, произошедшие в 1971 году.

## СССР
- Летняя Спартакиада народов СССР 1971;
  - Волейбол на летней Спартакиаде народов СССР 1971 — женщины;
  - Волейбол на летней Спартакиаде народов СССР 1971 — мужчины;
  - Лёгкая атлетика на летней Спартакиаде народов СССР 1971;
- Чемпионат СССР по боксу 1971;
- Чемпионат СССР по волейболу среди женщин 1971;
- Чемпионат СССР по волейболу среди мужчин 1971;
- Чемпионат СССР по самбо 1971;
- Чемпионат СССР по хоккею с мячом 1970/1971;
- Создан баскетбольный клуб «Северсталь»;

### Футбол
- Чемпионат СССР по футболу 1971;
- Кубок СССР по футболу 1971;
- Созданы клубы:
  - «Горняк» (Качканар);
  - «Пластик»;
  - «Химик» (Светлогорск);

### Хоккей с шайбой
- Чемпионат СССР по хоккею с шайбой 1970/1971;
- Чемпионат СССР по хоккею с шайбой 1971/1972;
- Создан клуб «Бинокор»;
- Расформирован клуб «Динамо» (Ленинград);

### Шахматы
- Личный чемпионат СССР по шахматной композиции 1971;
- Чемпионат СССР по шахматам 1971;

## Международные события
- Кубок чемпионов ФИБА 1970/1971;
- Кубок чемпионов ФИБА 1971/1972;
- Панамериканские игры 1971;
- Приз Известий 1971;
- Средиземноморские игры 1971;
- Чемпионат Африки по волейболу среди мужчин 1971;
- Чемпионат Северной, Центральной Америки и Карибского бассейна по волейболу среди женщин 1971;
- Чемпионат Северной, Центральной Америки и Карибского бассейна по волейболу среди мужчин 1971;
- Чемпионат Южной Америки по волейболу среди женщин 1971;
- Чемпионат Южной Америки по волейболу среди мужчин 1971;

### Чемпионаты Европы
- Чемпионат Европы по баскетболу 1971;
- Чемпионат Европы по бейсболу 1971;
- Чемпионат Европы по боксу 1971;
- Чемпионат Европы по волейболу среди женщин 1971;
- Чемпионат Европы по волейболу среди мужчин 1971;
- Чемпионат Европы по международным шашкам среди мужчин 1971;
- Чемпионат Европы по фигурному катанию 1971;

### Чемпионаты мира
- Чемпионат мира по баскетболу среди женщин 1971;
- Чемпионат мира по биатлону 1971;
- Чемпионат мира по конькобежному спорту в классическом многоборье 1971;
- Чемпионат мира по снукеру 1971;
- Чемпионат мира по фигурному катанию 1971;
- Чемпионат мира по хоккею с мячом 1971;
- Чемпионат мира по хоккею с шайбой 1971;
- Чемпионат мира по художественной гимнастике 1971;

### Футбол
- Матчи сборной СССР по футболу 1971;
- Кубок европейских чемпионов 1970/1971;
- Кубок европейских чемпионов 1971/1972;
- Кубок Либертадорес 1971;
- Кубок обладателей кубков УЕФА 1971/1972;
- Кубок обладателей кубков УЕФА 1970/1971;
- Кубок обладателей кубков УЕФА 1971/1972;
- Кубок чемпионов КОНКАКАФ 1971;
- Кубок ярмарок 1970/1971;
- Давка на стадионе «Айброкс»;
- Финал Кубка европейских чемпионов 1971;
- Финал Кубка обладателей кубков УЕФА 1971;
- Футбольные клубы СССР в еврокубках сезона 1970/1971;
- Футбольные клубы СССР в еврокубках сезона 1971/1972;

### Шахматы
- Вейк-ан-Зее 1971;
- Матчи претендентов 1971;
- Матчи претенденток 1971;
- Мемориал Алехина 1971;

## Персоналии

### Родившиеся
- 17 января — Ричард Бёрнс, английский гонщик, чемпион мира по ралли 2001 года (умер в 2005).
- 18 января — Хосеп Гвардиола, испанский футболист и тренер.
- 24 февраля
  - Рикардо Санчес Аларкон (исп. Ricardo Sánchez Alarcón), испанский игрок в водное поло, олимпийский медалист.
  - Педро де ла Роса, испанский автогонщик, выступавший в чемпионате Формула-1.
  - Евгений Николаевич Зайцев, российский футболист и футбольный администратор.
  - Накамура Кадзуми (яп. 中村和美), японская волейболистка, игрок национальной сборной, призёр международных соревнований.
  - Васи́лий Алекса́ндрович Каре́лин, российский спортсмен, тренер, мастер спорта России.
  - Катрина Кинан, новозеландская спортсменка и тренер (японской национальной сборной) по крикету, игрок национальной сборной Новой Зеландии.
  - Адриан Кроитору, румынский дзюдоист, призёр мировых и европейских чемпионатов.
  - Кристофер Луц, немецкий шахматист, гроссмейстер (1992).
  - Анника Нессволд, шведская футболистка, игрок национальной сборной, участник летних Олимпийских игр 1996.[1]
  - Дэвид Паас (фр. David Paas), бельгийский футболист.
  - Камал Сидху (англ. Kamal Sidhu) — канадская индийская модель, телеведущая, актриса, легкоатлетка-семиборец на летней Олимпиаде в 1996 (где представляла Канаду).
  - Брайан Сэвидж, канадский хоккеист, призёр Олимпиады-1994.
  - Деон Томас, американский и израильский баскетболист, победитель Евролиги 2003/2004.
  - Эндрю Уэйн (англ. Andy Waine), английский футболист.
  - Массимилиано Фаррис (итал. Massimiliano Farris), итальянский футболист и футбольный тренер.
  - Томас Франк, немецкий футболист, финалист Кубка УЕФА 1992/1993.
  - Терри Холлингер (нем. Terry Hollinger) (en), канадский хоккеист, обладатель Кубка Telus (1988), Кубка Колдера (1996), игрок сборной команды всех звёзд Американской хоккейной лиги (1996, 1997).
  - Паскаль Шаллер (фр. Pascal Schaller), швейцарский игрок в хоккей на траве, участник национальной сборной, тренер.
- 31 марта — Павел Буре, российский хоккеист.
- 4 мая — Леонид Слуцкий, российский футбольный тренер.
- 12 августа — Пит Сампрас, американский теннисист.
- 18 сентября — Лэнс Армстронг, американский велогонщик. Многократный триумфатор супервеломногодневки Тур де Франс.

### Скончались
- 11 августа — Владимир Лисицын (32), советский футболист, вратарь.
- 28 августа — Виктор Новиков (59), советский футболист, футбольный тренер, заслуженный мастер спорта СССР.
- 16 сентября — Лев Корчебоков (64) — советский футболист, хоккеист и теннисист, футбольный тренер, Заслуженный мастер спорта.
- 26 декабря — Рашид Мамедбеков (44) — азербайджанский и советский борец вольного стиля.